# Siliștea (Teleorman)
Siliștea es una comuna ubicada en el distrito de Teleorman, Rumania.

## Superficie
Posee una superficie de 32,71 kilómetros cuadrados.

## Demografía
Hasta 2021 la población era de 2049 habitantes, con una densidad de población de 62,64 habitantes por kilómetro cuadrado.